# Future Islands
I Future Islands sono un gruppo musicale synthpop di Baltimora, nel Maryland. La band è composta da Gerrit Welmers (tastiere e programmazione), William Cashion (basso, chitarre acustiche ed elettriche) e Samuel T. Herring (testi e canto).

## Storia
Il gruppo si è formato durante gli studi d'arte alla East Carolina University di Greenville, nella Carolina del Nord.
Nel 2006 hanno esordito con Little Advances e poi hanno pubblicato l'album d'esordio dal titolo Wave Like Home nell'estate 2008. 
Il secondo album In Evening Air è stato registrato a Baltimora.
Nel 2009 il gruppo ha siglato un contratto con la Thrill Jockey e poi ha pubblicato il terzo disco, On the Water (2011). Nel 2014 il gruppo ha firmato per la 4AD che nel mese di marzo pubblicato Singles.

## Discografia

### Album
- 2008 - Wave Like Home (Upset the Rhythm)
- 2010 - In Evening Air (Thrill Jockey)
- 2011 - On the Water (Thrill Jockey)
- 2014 - Singles (4AD)
- 2017 - The Far Field (4AD)
- 2020 - As Long as You Are
- 2024 - People Who Aren't There Anymore

### EP e singoli
- Little Advances (autoprodotto - 28 aprile 2006)
- Split CD-R with Moss of Aura (autoprodotto - 6 gennaio 2007)
- Split 7" with Dan Deacon (307 Knox Records - 5 agosto 2008 - vinile porpora, limitata a 1000)
- Feathers & Hallways 7" EP (Upset the Rhythm - 15 aprile 2009 - vinile vergine bianco)
- Post Office Wave Chapel 12" remix EP (Free Danger - febbraio 2010, limitata a 500)
- In The Fall 12" EP (Thrill Jockey - aprile 2010 - Blue Vinyl, limitata a 1000)
- Undressed 12" EP (Thrill Jockey - settembre 2010, limitata a 1000)
- Split 7" with Lonnie Walker (Friends Records - novembre 2010, limitata a 1000)
- Before the Bridge 7" single (Thrill Jockey - 19 luglio 2011, limitata a 750)
- Split 7" with Ed Schrader's Music Beat (Famous Class - 17 luglio 2012)
- Tomorrow 7" single (Upset the Rhythm - 3 settembre 2012, limitata a 1000)
- Seasons (Waiting On You) / One Day (febbraio 2014)
- The Chase/Haunted by You 7" single (4AD aprile 2015)
- Ran single (4AD 31 gennaio 2017)
- Cave single (4AD 24 Marzo 2017)
- Calliope single (Adult Swim, singles 2017 - 3 maio 2018)

Come Art Lord & the Self-Portraits:
- Searching for a Complement (autoprodotto - agosto 2003)
- In Your Boombox (autoprodotto - ottobre 2003)
- Ideas for Housecrafts (autoprodotto - febbraio 2004)
- Snail (autoprodotto - 2005)
- "Sad Apples, Dance!" featured on Compulation Vol. 2: Songs from North Carolina (Poxworld Empire)
- In Your Idea Box digital-only "best-of" release (307 Knox Records - settembre 2008)